# Сад Киёсуми
Сад Киёсуми (яп. 清澄庭園 Киёсуми тэйэн) — традиционный японский сад, расположенный в квартале Фукагава специального района Кото в Токио. Сад был разбит в 1878-85 годах по желанию Ивасаки Ятаро — крупного промышленника эпохи Мэйдзи, основателя компании Мицубиси.
Сад расположен вокруг огромного пруда, который украшают три больших острова и чайный домик. Прогулочная дорожка живописно петляет вдоль берега, фактически, только узкая полоса деревьев, растущих по периметру пруда, отделяет сад от шумной улицы Киёсуми-дори. В пруду живут карпы, несколько видов черепах и множество птиц: утки, цапли, чайки, прилетающие с расположенной неподалёку реки Сумида.
Неповторимый облик саду Киёсуми придают камни. Семья Иватари собирала по всей Японии красивые обкатанные водой крупные валуны, которые были привезены сюда на пароходах компании Мицубиси. Из этих камней были построены искусственные холмы и сухие водопады, две последовательности ровных камней образуют дорожки по мелководью — исо-ватари. Общее количество камней, использованных для украшения сада, столь велико, что сад может восприниматься как сад камней.
Сад занимает площадь около 81000 м².

## История сада
Согласно одной из теорий, этот сад был частью резиденции знаменитого делового магната периода Эдо Кинокунии Бундзаэмона. В эру Кё (1716—1736) сад стал местом жительства феодала Кудзэ Яматоноками из Сэкиядо, который построил здесь свой особняк в 1721 году. Именно в этот период сформировалась основная структура сада.
В эпоху Мэйдзи эту землю приобрел Ивасаки Ятаро, основатель фирмы Мицубиси. В 1878 году он приказал восстановить сад, чтобы использовать его для своих сотрудников и важных гостей. Были возведены холмы и безводные водопады, завезено 55 огромных камней со всей Японии. Сад был открыт в 1880 году.
В 1923 году сад предоставил жителям Токио убежище от пожаров, последовавших за Великим землетрясением Канто, благодаря чему было спасено множество жизней. Сразу после этого в 1924 году компания Мицубиси передала половину этого сада в дар Токио. В 1932 году после ремонтных работ сад был открыт для посещения. В 1973 году администрация Токио выкупила оставшуюся половину сада. В 1977 году сад открылся для публики в своём нынешнем виде.
31 марта 1979 года этот сад был включён в «список живописных, исторических мест и природных памятников» Японии.

## Интересные факты
На небольшом пространстве сада растёт более 4000 деревьев, среди которых доминирует сосна Тунберга, азалии, гортензии, ирисы и колокольчатая вишня обеспечивают цветовое разнообразие в любое время года.
На одном из камней вырезан знаменитый хайку Мацуо Басё «Старый пруд»:

Старый пруд.
Прыгнула в воду лягушка.
Всплеск в тишине.
(пер. В. Марковой)

## Галерея

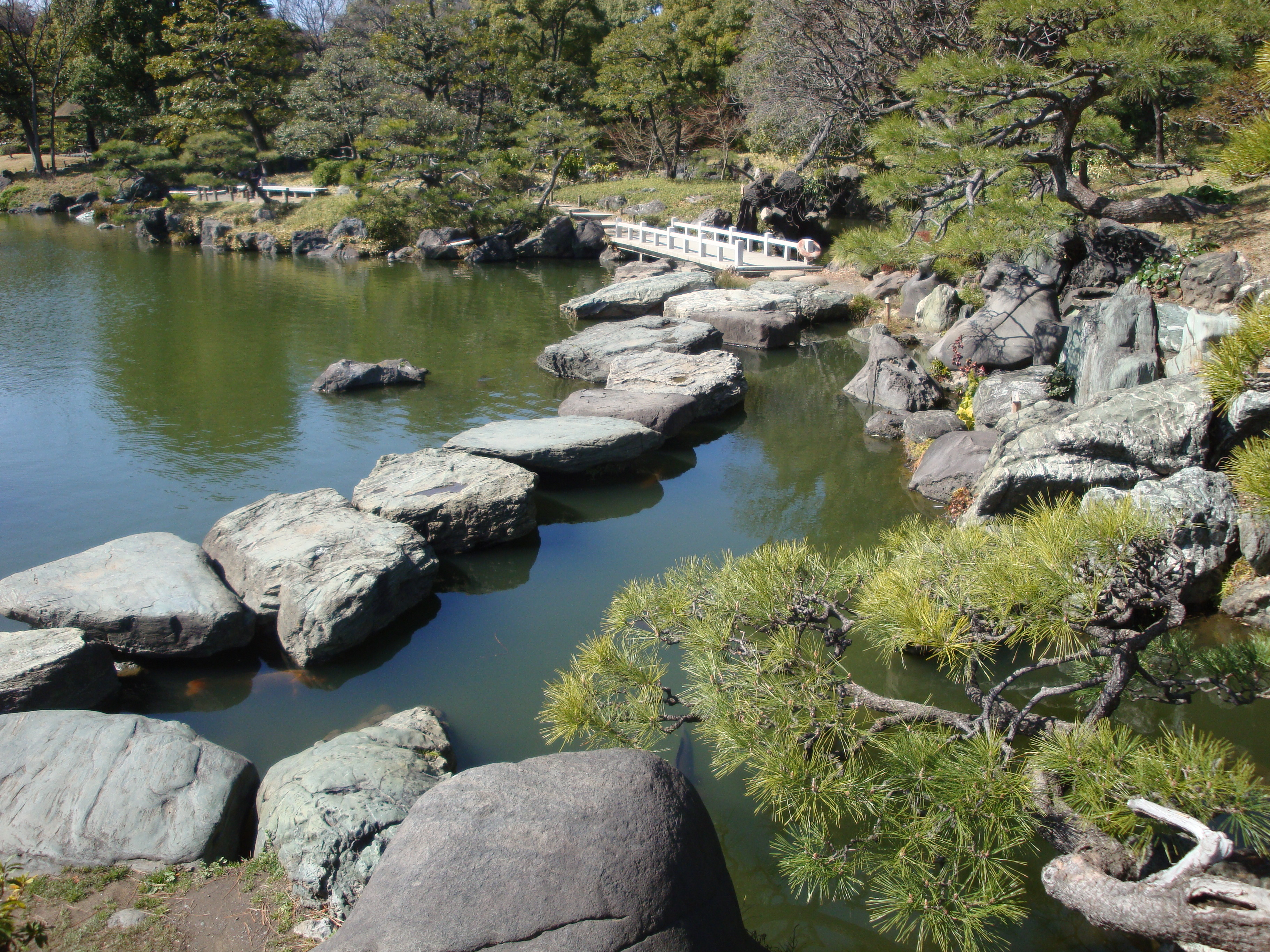
Исо-ватари.
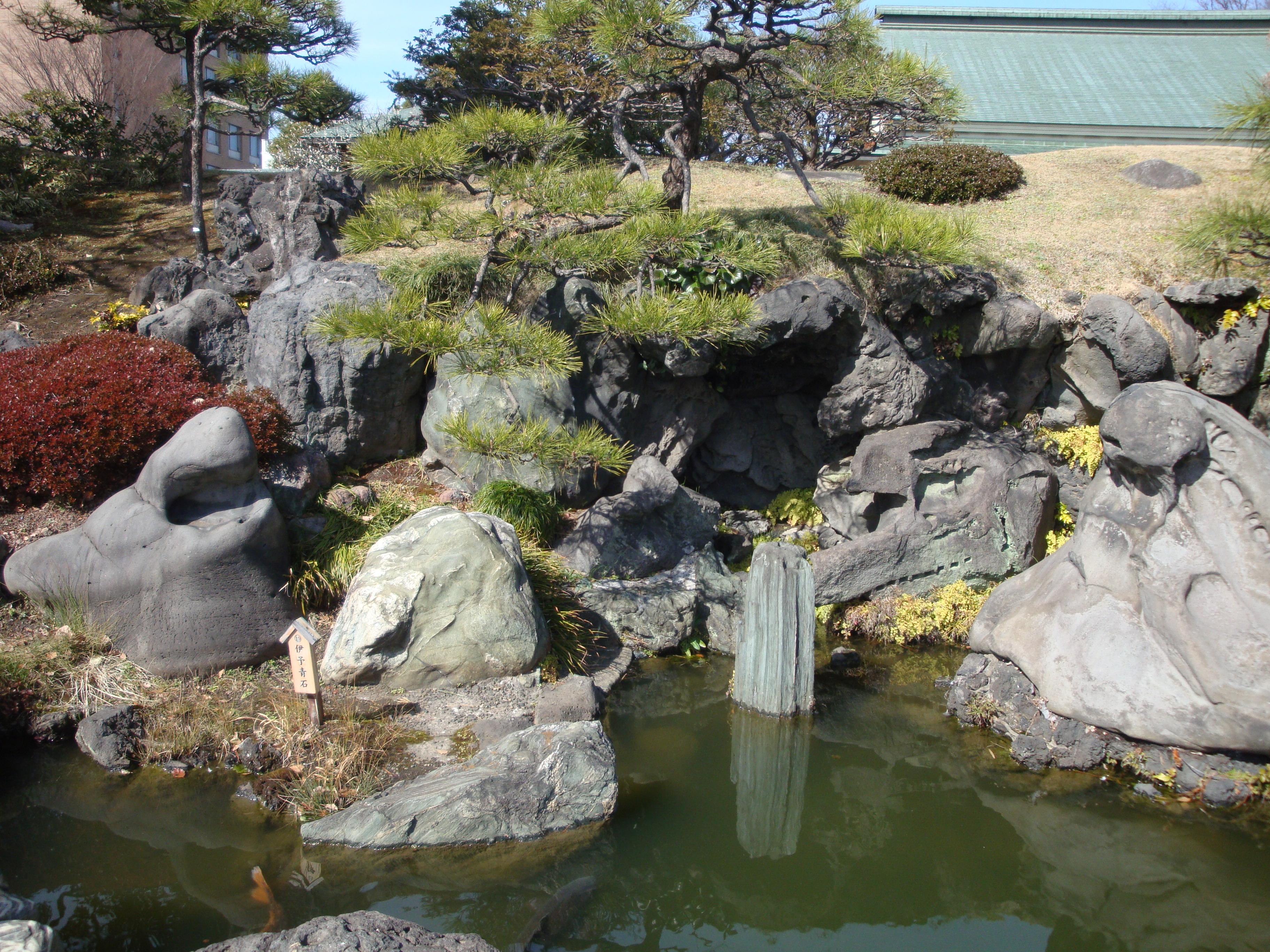
Украшающие сад камни.
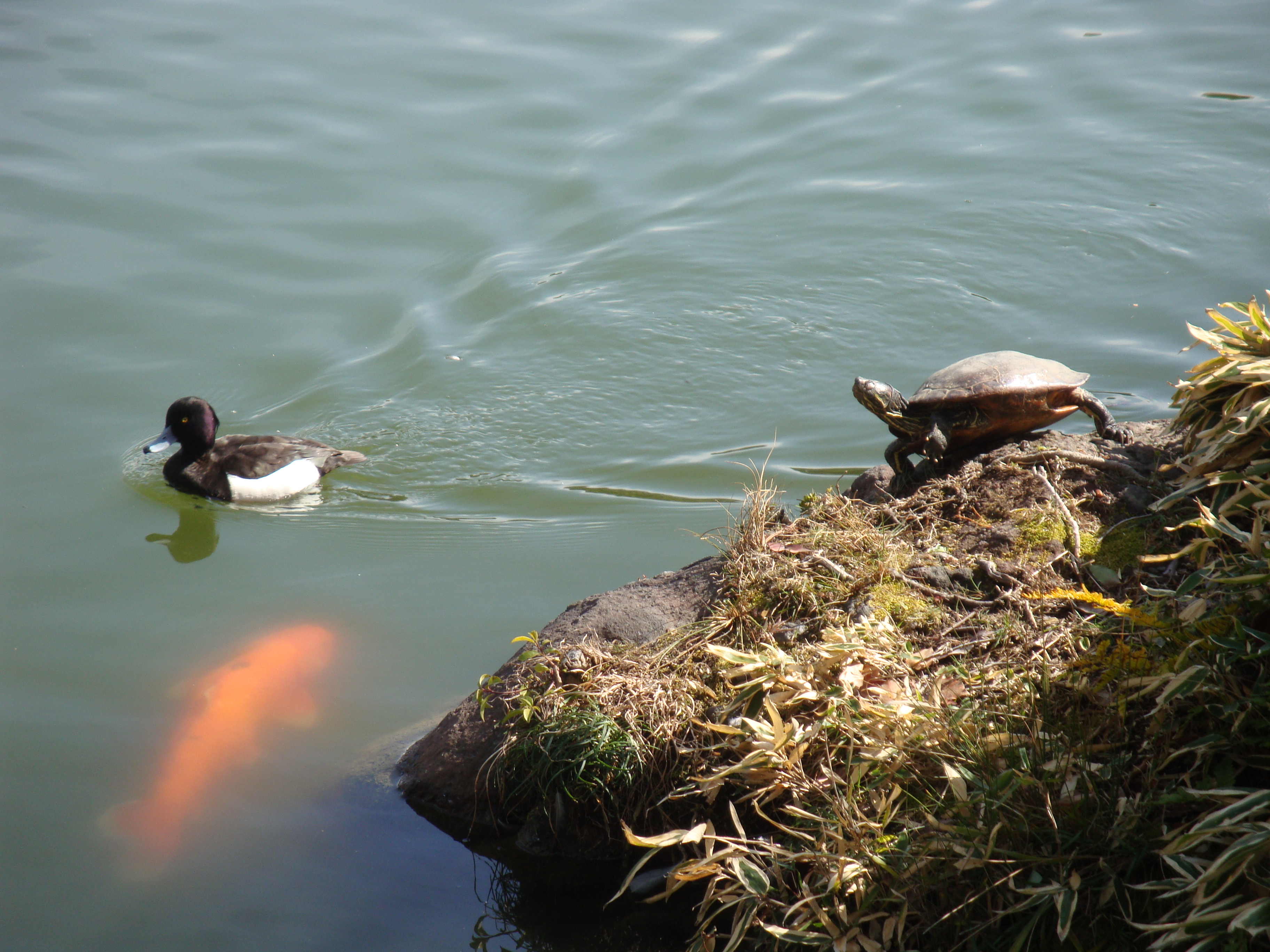
Карп, утка и черепаха.
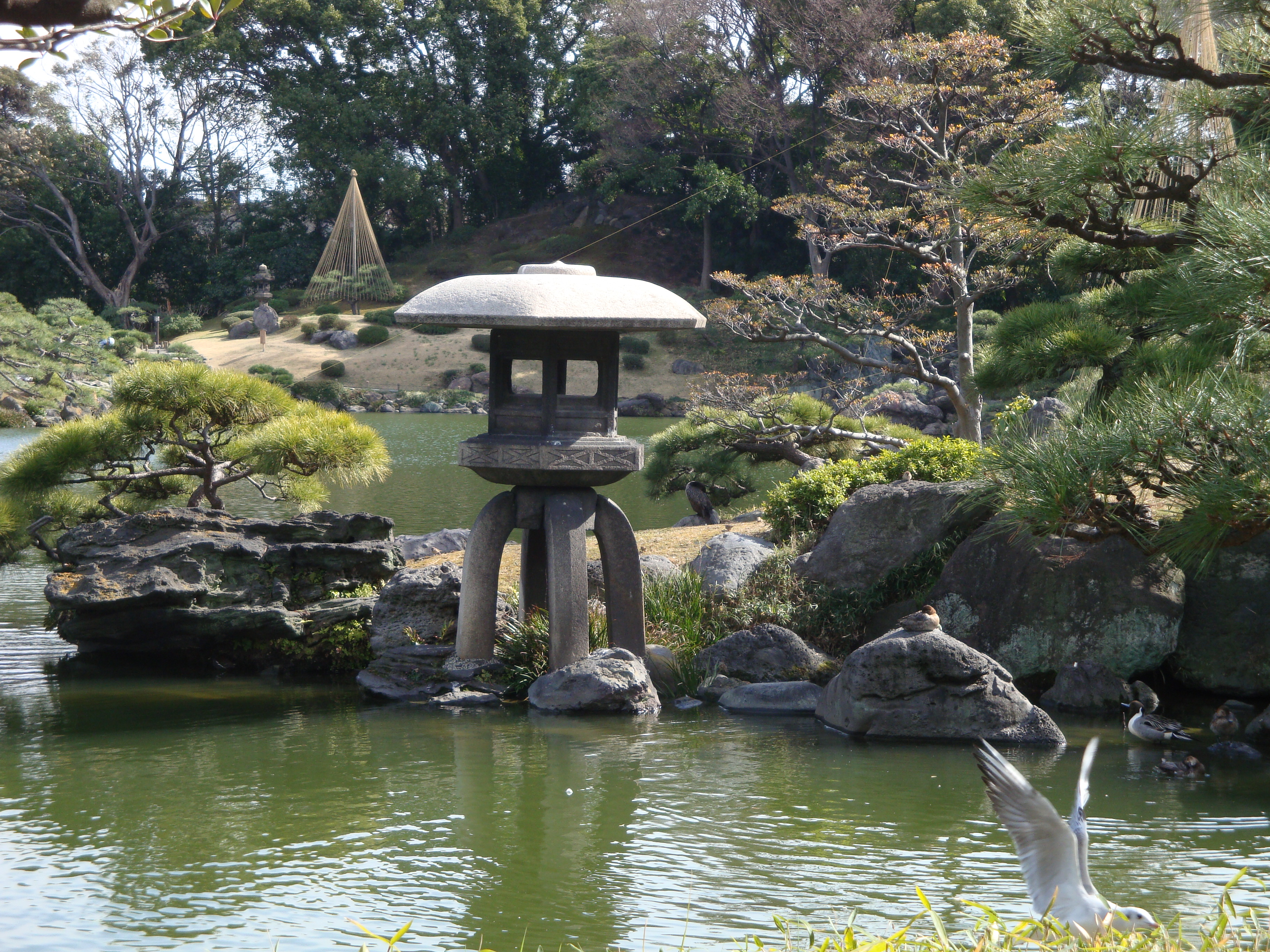
Каменный фонарь.
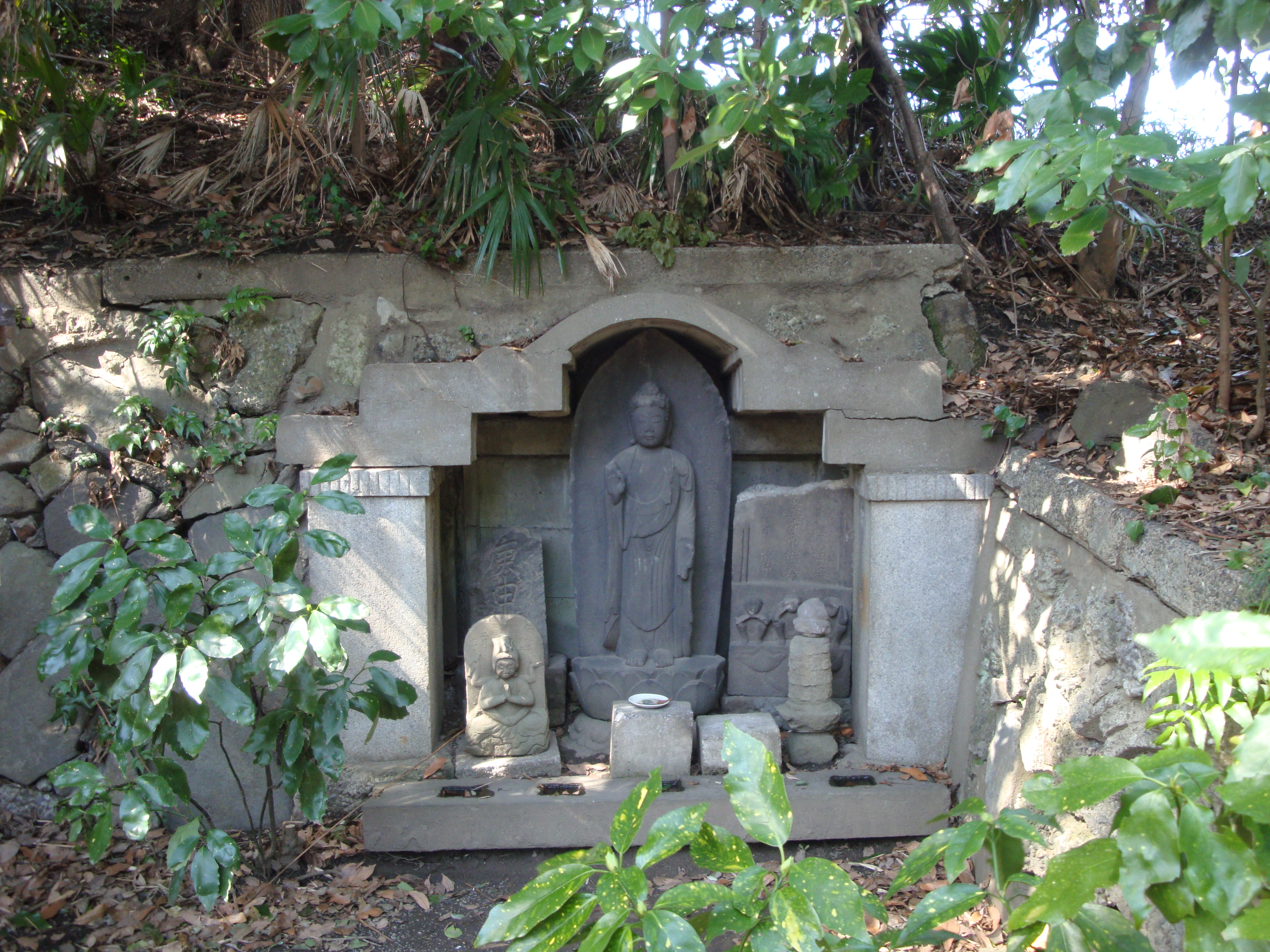
Алтарь сэкибуцугун.
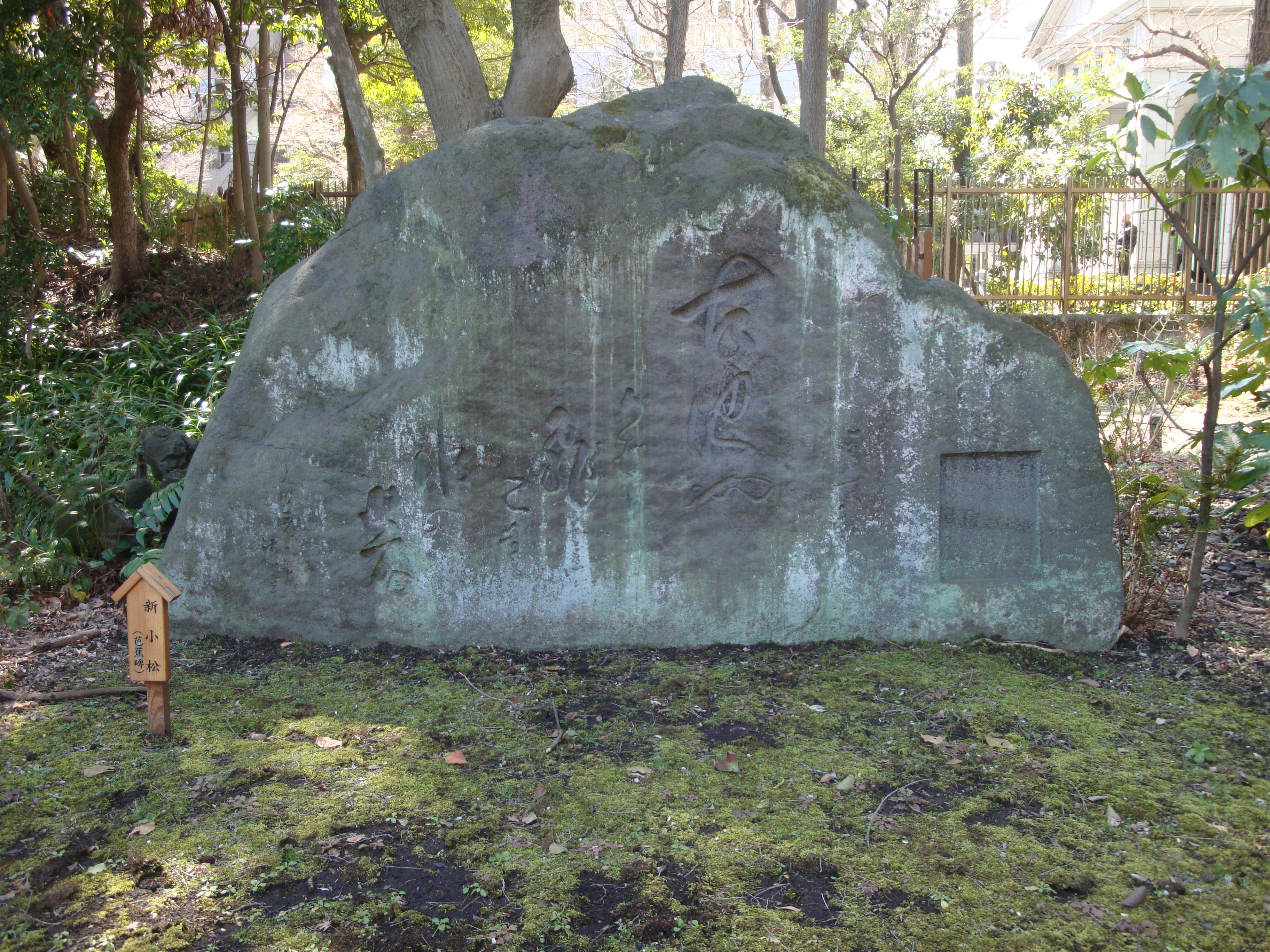
Камень с хайку Мацуо Басё.
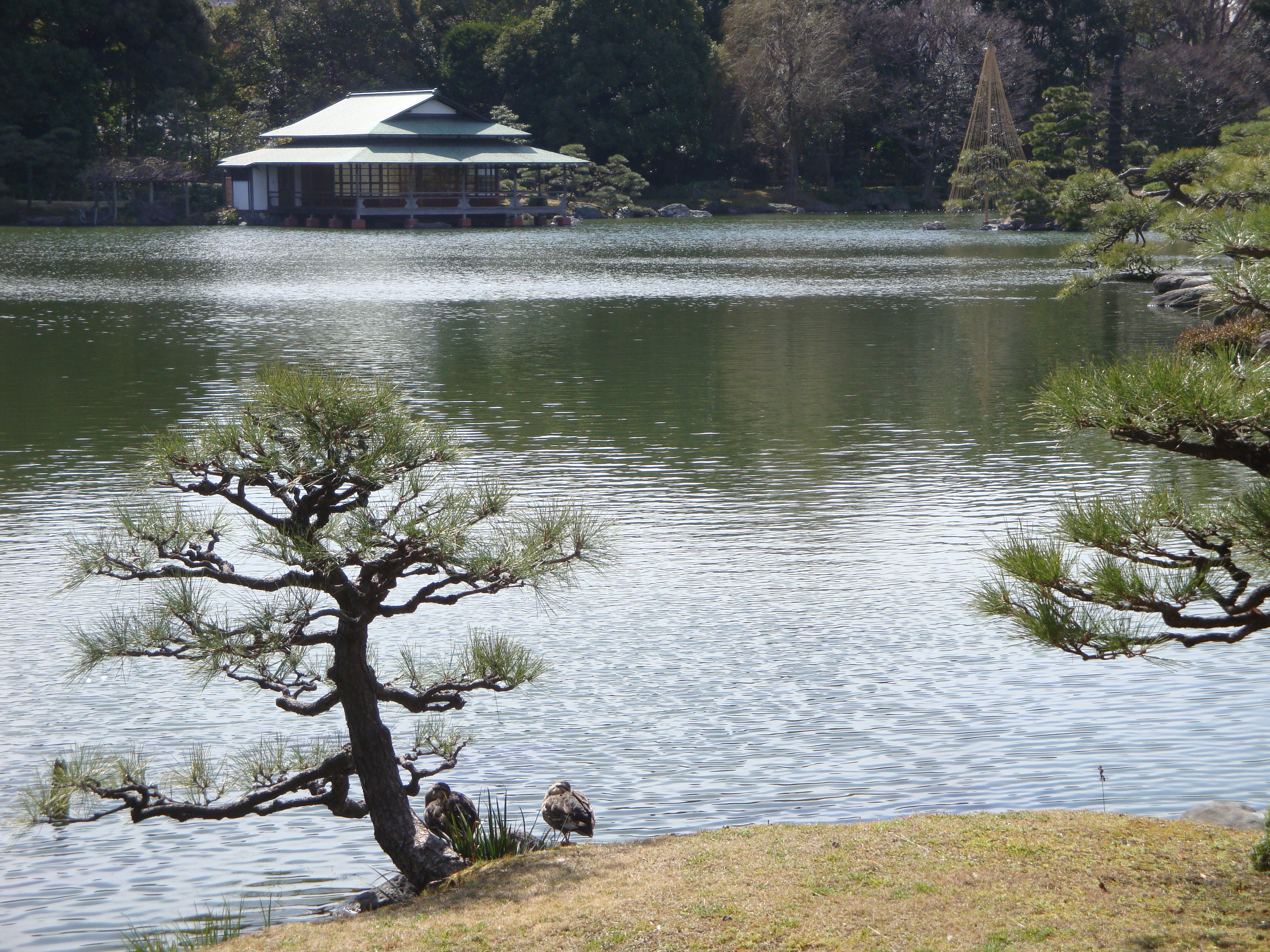
Сад Киёсуми: пруд и чайный домик.